# Víctor Pignanelli
Víctor Pignanelli (Montevideo, 20 marzo 1932 – Bucaramanga, 10 settembre 2006) è stato un calciatore uruguaiano, di ruolo difensore.